# Cvi Nir
Cvi Nir (hebrejsky: צבי ניר) je izraelský politik a bývalý poslanec Knesetu za Izraelskou stranu práce.

## Biografie a politická dráha
Narodil se 14. srpna 1946. V izraelském parlamentu zasedl po volbách v roce 1992, do nichž šel za Stranu práce. Mandát ale obdržel až dodatečně, 21. května 1996, jako náhradník po rezignaci poslankyně Ory Namir. Do činnosti Knesetu se ale nestačil zapojit, nestihl ani složit oficiální přísahu, protože o pár dní později se konaly nové volby a 17. června 1996 mandáty členů dosavadního Knesetu zanikly.